# Урцский хребет
Урцский хребет (ранее — Сарайбулакский хребет, Зинджирлинский хребет) — горный хребет в Армении, в области Арарат протяжённостью 28 км. Наивысшая точка расположена на высоте более 2400 метров. Хребет расположен в полупустынной зоне, на территории Хосровского заповедника. К западу от хребта расположена Гораванская пустыня. Наивысшая точка — вершина Урц (2425 м).

## Флора и фауна
Флора южного склона представлена галофитными формациями и гало-гипсофитные группировками. Основным растением здесь является полынь Душистая — низкорослый полукустарник с мелкорассеченными серовато-беловатыми от густого опушения листьями и сильным камфорным запахом. В среднем на 1 м² приходится 7 кустиков полыни. Серый цвет полыни изредка оживляет эндемик Армянского нагорья, красивейшее растение — дифелипея Турнефора (Diphelypaea tournefortii). На сухих скалистых склонах южной экспозиции произрастает гипсофила арециевидная (Gypsophila aretioides), развиты миндальные редколесья: миндаль Фенцля (Prunus fenzliana), наирийский миндаль (Prunus nairica), небольшие участки фисташковых или фисташково-можжевеловых редколесий.
Урцский хребет является одним из основных мест проживания армянского муфлона.